# Jean Lesieur (marin)
Pour les articles homonymes, voir Lesieur.
Jean Lesieur est un skipper français né le 8 novembre 1904 au Havre et mort le 10 mai 1943 dans la même ville. 

## Biographie
Il est sacré champion olympique de voile en épreuve de 8 mètres JI aux Jeux olympiques d'été de 1928 d'Amsterdam.